# Alloniscus nacreus
Alloniscus nacreus is een pissebed uit de familie Alloniscidae. De wetenschappelijke naam van de soort is voor het eerst geldig gepubliceerd in 1922 door Collinge.